# Vicki Frederick
Vicki Frederick (* 2. Januar 1949 in Atlanta, Georgia) ist eine US-amerikanische Schauspielerin.

## Leben und Leistungen
Frederick debütierte als Schauspielerin Anfang der 1970er Jahre im Theater. Sie trat unter anderem im Jahr 1976 im Musical A Chorus Line auf. Im Jahr 1979 folgten Auftritte in einigen Fernsehserien sowie im Filmdrama Hinter dem Rampenlicht von Bob Fosse. In der Komödie Kesse Bienen auf der Matte (1981) spielte sie neben Peter Falk eine der Hauptrollen.
Im Filmdrama A Chorus Line (1985) übernahm Frederick die Rolle von Sheila Bryant. In der Horrorkomödie Zombie Town (1989) absolvierte sie eine der größeren Rollen. In der Filmbiografie Chaplin (1992) trat sie an der Seite von Robert Downey Jr., Geraldine Chaplin, Anthony Hopkins, Dan Aykroyd und Marisa Tomei auf.
Frederick ist seit dem Jahr 1981 mit dem Filmproduzenten Craig Baumgarten verheiratet.

## Filmografie
- 1979: Happy Days (Fernsehserie, 1 Folge)
- 1979: Laverne & Shirley (Fernsehserie, 1 Folge)
- 1979: Mork vom Ork (Mork & Mindy, Fernsehserie, 2 Folgen)
- 1979: Hinter dem Rampenlicht (All That Jazz)
- 1980: Von Küste zu Küste (Coast to Coast)
- 1981: Kesse Bienen auf der Matte (All the Marbles)
- 1981: Perfectly Frank (Fernsehfilm)
- 1984: Body Rock
- 1985: A Chorus Line
- 1986: Die Stewardessen Academy (Stewardess School)
- 1989: Zombie Town (Chrome Hearts)
- 1990: Mord ist ihr Hobby (Murder, She Wrote, Fernsehserie, 1 Folge)
- 1990: Dream On (Fernsehserie, 1 Folge)
- 1991: Final Instinct (Scissors)
- 1992: Chaplin